# ویلفرد کاپتوم
ویلفرد کاپتوم (انگلیسی: Wilfrid Kaptoum؛ زادهٔ ۷ ژوئیهٔ ۱۹۹۶) بازیکن فوتبال اهل کامرون است که در پست هافبک برای باشگاه فوتبال رئال بتیس در لا لیگا بازی می‌کند.
از باشگاه‌هایی که در آن بازی کرده‌است می‌توان به باشگاه فوتبال بارسلونا و باشگاه فوتبال بارسلونا بی اشاره کرد.